# Tomasz Ogrodowczyk
Tomasz Ogrodowczyk (ur. 21 października 1966 w Sierakowie, zm. 11 maja 2020 w Łodzi) – polski przyrodnik, reżyser filmów przyrodniczych, fotograf przyrody, dźwiękowiec, scenarzysta.

## Życiorys
Urodził się w Sierakowie w woj. wielkopolskim. Szkołę Podstawową w Kwilczu ukończył w 1981 roku. Studiował kierunki przyrodnicze (Wydział Rolniczy i Leśny) na Akademii Rolniczej w Poznaniu (obecnie Uniwersytet Przyrodniczy), praca magisterska dotyczyła ptaków i roślin zbiorowisk bagiennych. W 2003 roku ukończył studia na Wydziale Operatorskim i Realizacji Telewizyjnej Państwowej Wyższej Szkoły Filmowej, Telewizyjnej i Teatralnej w Łodzi. Związany z Leśnym Studiem Filmowym Ośrodka Rozwojowo-Wdrożeniowego Lasów Państwowych w Bedoniu. Wieloletni członek Okręgu Łódzkiego Związku Polskich Fotografów Przyrody.
Pasjonat i propagator twórczości polskiego przyrodnika i filmowca Włodzimierza Puchalskiego, był inicjatorem i koordynatorem wznowienia jego albumów fotograficznych z Zielonej serii. Komplet czterech albumów: Bezkrwawe łowy, Wyspa kormoranów, Wśród trzcin i wód oraz W krainie łabędzia (wydanych pierwotnie w latach 50. przez Naszą Księgarnie) zawdzięcza swoją nazwę Jarosławowi Iwaszkiewiczowi, który nazywał te książki zielonymi. Praca nad ponownym wydaniem trwała trzy lata, albumy zostały opracowane na nowo z odwzorowaniem oryginalnych projektów graficznych. Zdjęcia, odszukane w archiwum Włodzimierza Puchalskiego w Muzeum Przyrodniczym w Niepołomicach, zostały zeskanowane z oryginalnych negatywów i poddane retuszowi. Do każdej publikacji dołączono audiobook z oryginalnymi opowiadaniami w formie słuchowisk czytanych przez znakomitych aktorów. Równolegle zrealizował rekonstrukcję i wydanie w formie trzech książeczek z płytami DVD pierwszych archiwalnych filmów przyrodniczych Włodzimierza Puchalskiego: Pierwsze filmy Włodzimierza Puchalskiego, Filmy Włodzimierza Puchalskiego, Arktyka Włodzimierza Puchalskiego.
Jest autorem, reżyserem i scenarzystą wielu nagradzanych filmów przyrodniczych wyprodukowanych przez Leśne Studio Filmowe w Nowym Bedoniu.
Przez pięć lat (2011-2016) przygotowywał razem z bratem Michałem, film Bagna są dobre!, opowieść o projekcie przywracania wody na Polderze Północnym Parku Narodowego Ujście Warty. Film powstał na zlecenie Stowarzyszenia Ptaki Polskie i Parku Narodowego Ujście Warty. Dokument otrzymał w 2017 roku nagrodę dla najlepszego filmu edukacyjnego XVII Międzynarodowego Festiwalu Filmów Przyrodniczych im. Włodzimierza Puchalskiego. 
Zmarł w Łodzi w wieku 54 lat. Został pochowany na cmentarzu w Kwilczu.

## Filmy i reportaże telewizyjne
- Leśni mocarze (2020)[11]
- Życie lasu. Bogactwo przyrodnicze (2017)
- Ujście Warty (2017)
- Opracowanie rekonstrukcji filmów przyrodniczych Włodzimierza Puchalskiego: 
  - Arktyka Włodzimierza Puchalskiego (2017)
  - Filmy Włodzimierza Puchalskiego (2016)
  - Pierwsze filmy Włodzimierza Puchalskiego (2016)
- Bagna są dobre! (2016)
- Lasy bagienne (2016)
- Dzika przyroda w sercu Europy (2012)
- Magia sosnowego boru (2012)
- Leśny przewodnik po Bieszczadach (2011)
- Łowy na grubego zwierza (2011)
- Tajemnice gór (2011)
- Na skraju lasu (2010)
- Las nie obroni się sam (2009)
- Moczary i uroczyska (2007)
- Rok w puszczy (2006)
- Ochrona przyrody w Lasach Państwowych (2005)
- Leśne drzewa (2003)

## Wydawnictwa z dźwiękami przyrody
- Jaki to ptak, 160 nagrań głosów ptaków, CD z mp3 (2014) – wydanie zbiorcze czterech albumów CD
- Harmonia natury, CD audio (2013)[12]
- Zielone struny, CD audio (2011)
- Ptaki Polski od A do Ż, tekst: Andrzej G. Kruszewicz, opracowanie dołączonej płyty CD, realizacja 40 nagrań głosów ptaków: Tomasz Ogrodowczyk, Oficyna Wydawnicza Multico, Warszawa 2010, ISBN 978-83-7073-810-5
- Głosy ptaków – oglądaj i słuchaj, tekst: Andrzej G. Kruszewicz, opracowanie dołączonej płyty CD oraz m.in. realizacja nagrań głosów ptaków: Tomasz Ogrodowczyk[13], Oficyna Wydawnicza Multico, Warszawa 2009, ISBN 978-83-7073-736-8
- Jaki to ptak 4, 40 nagrań głosów ptaków, komentarz: Dariusz Graszka-Petrykowski, lektor: Janusz Szydłowski, CD audio (grudzień 2010)
- Jaki to ptak 3, 40 nagrań głosów ptaków, komentarz: Dariusz Graszka-Petrykowski, lektor: Janusz Szydłowski, CD audio (2007)
- Jaki to ptak 2, 40 nagrań głosów ptaków, komentarz: Dariusz Graszka-Petrykowski, lektor: Janusz Szydłowski, CD audio (2006)
- Jaki to ptak 1, 40 nagrań głosów ptaków, komentarz: Dariusz Graszka-Petrykowski, lektor: Janusz Szydłowski, CD audio (2005)
- Tajemnice Puszczy – rozpoznawanie głosów zwierząt, CD audio (2006)
- Ptaki Polski, t. I i II, tekst: Andrzej G. Kruszewicz, opracowanie dołączonych płyty CD oraz realizacja nagrań głosów ptaków: Tomasz Ogrodowczyk, Oficyna Wydawnicza Multico, Warszawa, t. I – 2005 (I) ISBN 978-83-7073-360-5, t. II – 2006 (I) ISBN 978-83-7073-455-8
- Letnia noc z serii: Relaks przy odgłosach natury, CD audio (2005)
- Nad leśnym potokiem z serii: Relaks przy odgłosach natury, CD audio (2005)
- O czym szumi Krasna – głosy zwierząt i charakter środowisk doliny rzeki Krasnej, CD audio (2005)
- Ptaki polskie z serii Echa Natury PME 4, CD audio (2005)
- Wielkie koncerty polskiej przyrody 2, CD audio (2004)
- Wielkie koncerty polskiej przyrody 1, CD audio (2003) – płyta wpisana do rejestru środków dydaktycznych Ministerstwa Edukacji Narodowej, zalecanych do wykorzystania w szkołach

## Książki i Albumy
- Werki Włodzimierza Puchalskiego, Lasy Państwowe 2015, ISBN 978-83-936241-8-8[14]
- Opracowanie wznowienia albumów Włodzimierza Puchalskiego z Zielonej serii: 
  - W krainie łabędzia, Lasy Państwowe 2014, ISBN 978-83-936241-6-4
  - Wśród trzcin i wód, Lasy Państwowe 2014, ISBN 978-83-936241-5-7
  - Wyspa kormoranów, Lasy Państwowe 2013 (I) bez ISBN i 2015 (II) ISBN 978-83-936241-9-5
  - Bezkrwawe łowy, Lasy Państwowe 2012 (I) bez ISBN i 2014 (II) ISBN 978-83-936241-3-3

- Nasze Ptaki, album 66 autorów ZPFP najlepszych zdjęć ptaków, Wydawnictwo Zagroda J.S. Roszkowscy, Kazimierów 2007, ISBN 978-83-921938-4-5

- Rezerwat im. Bolesława Papiego na Jeziorze Zgierzynieckim – studium florystyczno-faunistyczne, tekst i zdjęcia: Andrzej Bereszyński, Tomasz Ogrodowczyk, Wydawnictwo Akademii Rolniczej w Poznaniu 1996, ISBN 83-86363-58-4
- Z biegiem Warty – impresje fotograficzne, zdjęcia: Krzysztof Gara, Tomasz Ogrodowczyk, Ryszard Sierociński, Agencja PROF-ART 1996, ISBN 83-904099-1-7

## Wystawy indywidualne
- Forma, Ruch i Czas (2016)[15]
- Pieśń o wiośnie – Wizje Natury (2007)
- Rykowisko – Wizje Natury (2006)
- Tajemnice mokradeł – Wizje Natury (2005)

## Nagrody i wyróżnienia
- 2017 – za najlepszy film edukacyjny na XVII Międzynarodowym Festiwalu Filmów Przyrodniczych im. Włodzimierza Puchalskiego (Bagna są dobre!)
- 2016 – „Turystyczna Sowa” za „rekonstrukcję filmów przyrodniczych Włodzimierza Puchalskiego” na XI Film, Art & Tourism Festival - FilmAT w Lublinie[16].
- 2014 – nagroda specjalna organizatorów Międzynarodowego Festiwalu Fotografii Przyrodniczej „Sztuka Natury” w Toruniu za „znaczący wkład w rozwój polskiej fotografii i filmu przyrodniczego”
- 2009 – wyróżnienie w konkursie na najlepszy środek dydaktyczny XII Łódzkich Targów Edukacyjnych (Jaki to ptak 1, Tajemnice Puszczy)
- 2008 – główna nagroda na Międzynarodowym Festiwalu Filmów Turystycznych w Płocku (Moczary i uroczyska)
- 2008 – główna nagroda na Międzynarodowym Festiwalu Filmów Turystycznych Art&Tur w Barcelos w Portugalii (Moczary i uroczyska)
- 2007 – grand prix w konkursie fotograficznym Wizje Natury (Pieśń o wiośnie)
- 2007 – wyróżnienie w konkursie Nagroda Lasów Państwowych im. Adama Loreta (Jaki to ptak 1, Tajemnice Puszczy)

## Upamiętnienie
- Konkurs fotograficzny im. Tomasza Ogrodowczyka „Przebudzenie wiosny”[17]